# Kuluse
Koordinaten: 58° 51′ N, 23° 49′ O
Kuluse (deutsch Kullus) ist ein Dorf (estnisch küla) in der Landgemeinde Lääne-Nigula (bis 2017: Landgemeinde Martna) im Kreis Lääne in Estland.

## Einwohnerschaft und Lage
Der Ort hat dreizehn Einwohner (Stand 31. Dezember 2011). Er liegt 19 Kilometer südöstlich der Landkreishauptstadt Haapsalu. Durch das Dorf fließt der Fluss Rannamõisa (Rannamõisa jõgi), der in die Bucht von Matsalu mündet.